# 重水

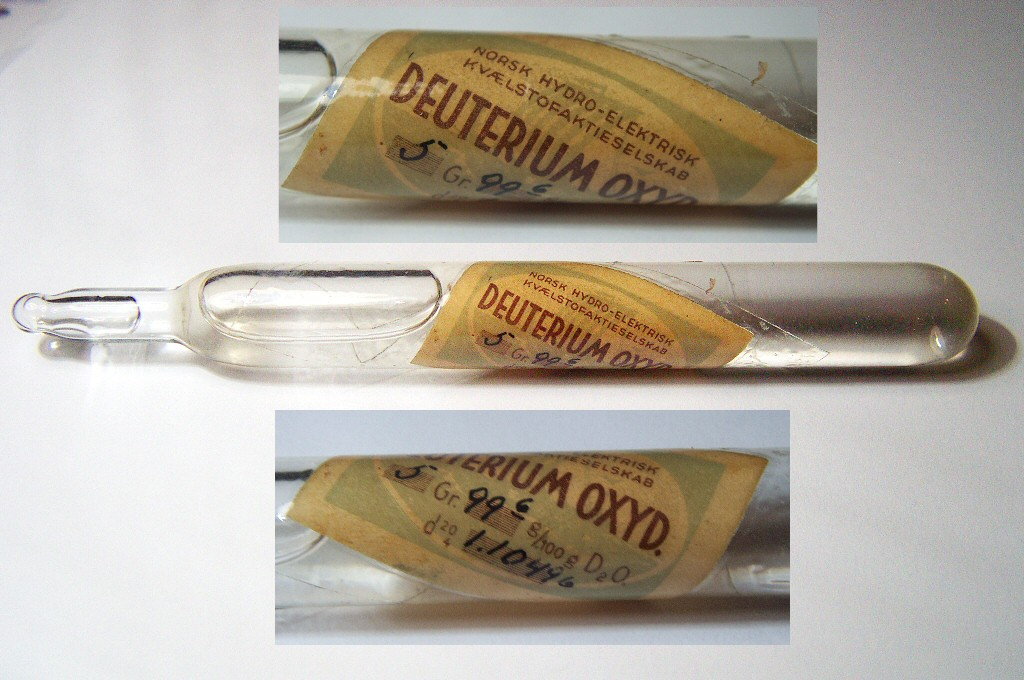
第二次世界大戰期間德占挪威Vemork生產的重水。

重水，或称氘代水、一氧化二氘，化学式為D2O或2H2O，是水的一種，它的摩爾质量比一般水要大。普通的水（H2O）是由兩個只具有質子的氫原子和一個氧16原子所組成，但在重水分子內的兩個氫同位素氘，比一般氫原子有各多一個中子，因此造成重水分子的質量比一般水要重。地球上水中的氢原子大約有6,400分之一是氘。
由於普通水和重水都是由相同數量的氫和氧原子組成，兩者的化學反應皆會接近相同。但在物理上，重水的凝固点（即固態水的熔點）和沸點比普通水稍高，在一個大氣壓力下，重水的凝固點是攝氏3.82度，沸點是攝氏101.4度，密度為1.1056g/cm3。
有另一種重水稱為半重水（HDO）它只有一個氫原子是多一個中子的重氫。一般的半重水都並不純正，通常是50%HDO，25%的H2O 及 25%的D2O。除了由重氫組成的重水分子外，還有一種由重氧原子（氧17或氧18）組成的重水分子，稱為「重氧水」。由於分離出重氧水分子的難度較高，因此提煉純正重氧水的成本會比重氫水為高。

## 用途
- 使用核磁共振分析時倘若溶劑是水，而研究的對象是氫，可以使用重水作溶劑。
- 中子減速劑：某些核子反應堆使用重水來減慢中子的速度，讓它們有機會與鈾反應。輕水（普通水）亦可以作減速劑，但因為輕水會吸收中子，因此輕水反應堆必須使用濃縮鈾，而不能使用普通鈾，否則將不能達到臨界質量。重水反應堆不但可以使用普通鈾，而且會把鈾238轉化成為可製作核彈的鈽。納粹德國、印度、巴基斯坦、以色列、北韓都是以這樣方法製造核燃料。為了防止核子武器擴散，重水的生產和出售在很多國家都受到限制。

## 健康問題
一般重水並不屬於有毒物質，但是人體內的代謝需要輕水，所以如果只喝重水會生病。情形就好像空氣中最主要的成分氮氣是無毒的，但吸入純氮會因為缺氧致死。以老鼠做的實驗發現重水能抑制細胞的有絲分裂，引起需要迅速代謝的身體組織變壞。實驗中的老鼠連續數天只喝重水後，體內約一半的體液變成重水；這時症狀開始出現，需要快速細胞分裂的組織，如髮根及胃膜最先出現毛病。本來快速增長的癌細胞生長速度亦出現減慢，不過減慢的程度並不足以令重水作為可行的治療方法。

## 提煉方法
地球上的水分子中大约有3,200分之一是半重水（HDO），也即6,400分之一的氢原子是氘。半重水可以透過電解及蒸餾，或以化學方法從普通水中提煉出來。可以使用化學方法，是因為氘及普通氫原子由於質量稍為不同，所以化學反應的速度有異。當水中的半重水到了相當的濃度，重水便會因為水分子之間交換氫原子而慢慢出現。要從半重水再提煉純正的重水亦可使用電解、蒸餾及化學方法。但是電解及蒸餾所需要的能量會非常巨大，因此一般這一步只會使用化學方法。

## 参阅
- 水